# جوزف جی. باتلر جونیور
جوزف گرین باتلر جونیور (Joseph Green Butler Jr.) (زادهٔ ۲۱ دسامبر ۱۸۴۰ – درگذشت ۲۰ دسامبر۱۹۲۷)، صنعت‌کار، نوع‌دوست و مورخ سرشناس آمریکایی بود. از او بیشتر به‌خاطر تأسیس اولین موزه در ایالات متحده یاد می‌شود که فقط مختص به هنر آمریکایی بود.

## اوایل زندگی
باتلر در شهر صنعتی مرسر، ایالت پنسیلوانیا چشم به جهان گشود. او پسر جوزف گرین و تمپرنس (اورویگ) باتلر بود. تاریخچهٔ حضور خانواده‌اش در این کشور به دورهٔ پیش از انقلاب آمریکا برمی‌گردد. اجداد انگلیسی-ایرلندی جوزف در سال ۱۷۵۹ از حومهٔ دوبلین به آمریکای مستعمراتی مهاجرت کردند. طبق آگهی ترحیم جوزف جی. باتلر جونیور، پدرش، جوزف گرین باتلر، «صنعت‌کار معروف آهن و متخصص کورهٔ ذوب» بود. پدربزرگش، جوزف باتلر، اولین کورهٔ ذوب را در مرکز پنسیلوانیا راه‌اندازی کرد. زمانی که باتلر هنوز کودک بود، خانواده‌اش به شهر نیلز، ایالت اوهایو نقل‌مکان کردند، جاییکه او به همراه رئیس‌جمهور آینده، ویلیام مک‌کینلی، به مدرسه‌ای روستایی می‌رفتند.

## حرفهٔ صنعتی
باتلر در ۳۰ سالگی وارد کسب‌وکار آهن شد. او به‌مرور فعالیت‌های صنعتی خود را در شهر یانگستون، اوهایو متمرکز کرد، جاییکه به چهره‌ای مهم و برجسته در گذار جامعه از تولید آهن به فولاد تبدیل شد. در سال ۱۸۹۲، باتلر به صنعت‌گر بومی، هنری ویک، در شرکت فولاد اوهایو ملحق شد. این شرکت دو کارخانهٔ تولید فولاد را در امتداد رودخانهٔ ماهونینگ، تقریباً در شمال‌غربی یانگستون، بنا کرد. در سال ۱۸۹۵، شرکت مرحلهٔ تولید را آغاز کرد و چهار سال بعد به شرکت ملی فولاد مستقر در پیتسبورگ فروخته شد. در سال ۱۹۰۱، این کارخانهٔ محلی به کارخانهٔ اوهایویِ شرکت فولاد کارنگی، بخشی از شرکت فولاد ایالات متحده تبدیل شد.
با این حال، اعتبار و نفوذ باتلر فراتر از ایالت اوهایو بود. در اوایل قرن بیستم، او در سطح ملی به صنعت‌گری معروف بود که در سمت مدیر مؤسسهٔ آهن و فولاد آمریکا، رئیس شرکت سیلیکا پرتیج، مدیر شرکت ورق و لولهٔ یانگستون، مدیر شرکت پنسیلوانیا و لیک ایری داک، مدیر شرکت یانگستون و راه‌آهن حومه، مدیر شرکت برق و روشنایی پنسیلوانیا و اوهایو و مدیر بانک ملی تجاری یانگستون فعالیت کرده‌است. در میان صنعت‌گران آمریکایی، از او با احترام به «عمو جو» یاد می‌شد.

## مشارکت‌های مدنی
بلندآوازه‌ترین میراث باتلر، مؤسسهٔ هنر آمریکایی باتلر است که در نزدیکی محوطهٔ دانشگاه ایالتی یانگستون قرار دارد. او در سال ۱۹۱۹ این مؤسسه را برای نگهداری مجموعهٔ شخصیِ «هنر آمریکایی» خود بنا نهاد. تعهد و وفاداری باتلر به این موزهٔ نوآورانه در آخرین وصیت‌نامه‌اش مشهود بود. طبق گزارش‌ها، باتلر بخش عمده‌ای از دارایی ۱۵۰۰۰۰۰ دلاری خود را به مؤسسهٔ باتلر واگذار کرده بود.
بیش از سه دهه پس از مرگ باتلر، مجلهٔ تایم، مقاله‌ای منتشر کرد که موزهٔ هنر را «آینده‌دار» توصیف می‌کرد. سردبیران مجله در بخشی از مقاله با ستایش دیدگاه و ادراک صنعت‌گر فقید نوشتند: «برای آنکه سبک موزه کاملاً آمریکایی باشد، باتلر سرخ‌پوستی برنزی را در مقابل رواق ۵۰۰۰۰۰ دلاری ساختمان که شرکت McKim, Mead & White طراحی کرده بود، قرار داد. مجاورت موزه با دانشگاه یانگستون باعث شد تا دو محلهٔ اطراف موزه خیلی زود به نوار فرهنگی سومین مرکز بزرگ فولاد ایالات متحده تبدیل شوند».
باتلر همچنین به‌عنوان فردی نوع‌دوست و پیشرو در فعالیت‌های جامعه، در شروع و تحقق سایر پروژه‌های مدنی، ازجمله بنای یادبود ملی ویلیام مک‌کینلی در شهر نیلز، نقش برجسته‌ای داشت. وانگهی، باتلر نویسندهٔ چندین کتاب تاریخی معروف بود، ازجمله چشم‌اندازی بر توسعهٔ صنعت فولاد آمریکا، تاریخچهٔ درهٔ ماهونینگ و زندگی‌نامهٔ رئیس‌جمهور مک‌کینلی. از آثار منتشرشدهٔ او همچنین می‌توان به کتاب رؤسای جمهوری که دیده‌ام و می‌شناسم اشاره کرد. باتلر شخصاً با رؤسای جمهور آمریکا، از آبراهام لینکلن گرفته تا کالوین کولیج، آشنا بود.

## وفات
جوزف جی. باتلر جونیور در آستانهٔ هشتادوهفتمین سالگرد تولدش درگذشت. برای بزرگ‌داشت نام و یاد او مراسم یادبودی در مؤسسهٔ هنر آمریکایی باتلر برگزار شد و استاد یانگستون، او.ال. رید، مدیحهٔ او را قرائت کرد. او.ال. رید بر عمل‌گرایی و حساسیت هنری باتلر تأکید ورزید و بیان داشت: «اجداد او استادان آهن بودند و بی‌تردید برخی از آن‌ها در برابر زیبایی محض شعله‌های سفید کوره‌هایشان، سیل شادی و اشتیاق را تجربه کرده‌اند». مراسم خاکسپاری باتلر در کلیسای اسقفی سنت جان، در یانگستون برگزار و جنازه‌اش در گورستان بلمونت پارک، در نزدیکی لیبرتی، اوهایو به خاک سپرده شد.